# 阿罗切
阿罗切，是西班牙安达卢西亚自治区韦尔瓦省的一个市镇。总面积498平方公里，总人口3419人（2001年），人口密度7人/平方公里。